# جيم ديفيدسون (ممثل)
جيم ديفيدسون (بالإنجليزية: Jim Davidson)‏ هو كوميدي ارتجالي ومقدم تلفزيوني وكاتب سير ذاتية وممثل بريطاني، ولد في 13 ديسمبر 1953 في المملكة المتحدة.

## وصلات خارجية
- جيم ديفيدسون على موقع IMDb (الإنجليزية)
- جيم ديفيدسون على موقع ميوزك برينز (الإنجليزية)
- جيم ديفيدسون على موقع أول موفي (الإنجليزية)
- جيم ديفيدسون على موقع قاعدة بيانات الأفلام السويدية (السويدية)
- جيم ديفيدسون على موقع إن إن دي بي (الإنجليزية)
- جيم ديفيدسون على موقع ديسكوغز (الإنجليزية)
- جيم ديفيدسون على موقع قاعدة بيانات الفيلم (الإنجليزية)
- جيم ديفيدسون على موقع كينوبويسك (الروسية)